# Doud
 (septembre 2024).
 (mars 2022).
La mise en forme du texte ne suit pas les recommandations de Wikipédia : il faut le « wikifier ».
Les points d'amélioration suivants sont les cas les plus fréquents. Le détail des points à revoir est peut-être précisé sur la page de discussion.
- Les titres sont pré-formatés par le logiciel. Ils ne sont ni en capitales, ni en gras.
- Le texte ne doit pas être écrit en capitales (les noms de famille non plus), ni en gras, ni en italique, ni en « petit »…
- Le gras n'est utilisé que pour surligner le titre de l'article dans l'introduction, une seule fois.
- L'italique est rarement utilisé : mots en langue étrangère, titres d'œuvres, noms de bateaux, etc.
- Les citations ne sont pas en italique mais en corps de texte normal. Elles sont entourées par des guillemets français : « et ».
- Les listes à puces sont à éviter, des paragraphes rédigés étant largement préférés. Les tableaux sont à réserver à la présentation de données structurées (résultats, etc.).
- Les appels de note de bas de page (petits chiffres en exposant, introduits par l'outil «  Source ») sont à placer entre la fin de phrase et le point final[comme ça].
- Les liens internes (vers d'autres articles de Wikipédia) sont à choisir avec parcimonie. Créez des liens vers des articles approfondissant le sujet. Les termes génériques sans rapport avec le sujet sont à éviter, ainsi que les répétitions de liens vers un même terme.
- Les liens externes sont à placer uniquement dans une section « Liens externes », à la fin de l'article. Ces liens sont à choisir avec parcimonie suivant les règles définies. Si un lien sert de source à l'article, son insertion dans le texte est à faire par les notes de bas de page.
- La présentation des références doit suivre les conventions bibliographiques. Il est recommandé d'utiliser les modèles {{Ouvrage}}, {{Chapitre}}, {{Article}}, {{Lien web}} et/ou {{Bibliographie}}. Le mode d'édition visuel peut mettre en forme automatiquement les références.
- Insérer une infobox (cadre d'informations à droite) n'est pas obligatoire pour parachever la mise en page.

Pour une aide détaillée, merci de consulter Aide:Wikification.
Si vous pensez que ces points ont été résolus, vous pouvez retirer ce bandeau et améliorer la mise en forme d'un autre article.
Ne doit pas être confondu avec Doude.
Patrick Le Luherne, alias Doud ou Doud Le Luherne, est un acteur français.

## Biographie
Patrick Le Luherne s'est fait connaître sur scène aux côtés de Patrick Timsit. Il collabore à tous ses spectacles et tourne dans ses trois films comme acteur. Il fait partie de la Ligue d'improvisation depuis 1986. Il participe au championat du monde d'improvisation en 1999 et 2003. Il devient champion du monde en 2003. Puis il gagne le titre en 2011 " Impro 4 nations " en Belgique. 
Patrick participe durant plusieurs années au tournoi Les étoiles des étoiles et reçoit plusieurs fois le prix du public en fin de saison. (Bataclan, Cirque D’Hiver, Elysée Montmartre, Trianon, La Cigale, Théâtre de l’Européen, du Châtelet, de Reuilly, du Gymnase, de Rutebeuf etc) 
Il participe plusieurs fois au Festival "Juste pour rire" au Québec (Montréal) dans le cadre des relations inter-rencontres internationales d'improvisation.
Coach et formateur depuis 1990. 

## Filmographie

### Cinéma
- 1986 : Paulette, la pauvre petite milliardaire de Claude Confortès
- 1987 : Un amour à Paris de Mersack Allouache
- 1993 : La Soif de l'or de Gérard Oury
- 1997 : Le Cousin d'Alain Corneau
- 1998 : Paparazzi d'Alain Berberian
- 1998 : Quasimodo d'El Paris de Patrick Timsit
- 1999 : Prison à domicile de Christophe Jacrot
- 2000 : Deuxième vie de Patrick Braoudé
- 2001 : L'Art (délicat) de la séduction de Richard Berry
- 2002 : Quelqu'un de bien de Patrick Timsit
- 2003 : Tom est tout seul de Fabien Onteniente
- 2004 : L'Américain de Patrick Timsit
- 2005 : Iznogoud de Patrick Braoudé
- 2009 : Areski l'indigène de Djamel Bendedouche
- 2010 : Inéluctable de François Luciani
- 2011 : Pour elle de Fred Cavayé

### Télévision
- 1996 : Les Taupes niveau - Jean- Luc Trottignon
- 1996 : Sans Mentir - Joyce Bunuel
- 1997 : Tribunal - Gérard Espinasse
- 1997 : L'école de la vie - Gérard Espinasse
- 1998 : Théroigne de Méricourt - Miguel Courtois
- 1999 : Adieu Cathy a ce soir Nelly - Jean-Michel Fouque
- 1999 : Les Jupons de la Révolution - Miguel Courtois
- 2000 : Cellule de Crise - Eric Wareth
- 2001 : Micro ciné - Laurent Bertholier
- 2001 : Les Fossoyeurs de la nuit - Eric Le Hung
- 2002 : Les Zinzins du Zodiac - Gil Gallio  et Laurent Bertholier
- 2003 : Le Sniper - Daniel Losset
- 2004 : Les Familles - Lolo zazar
- 2005 :  Faites comme chez-vous - Gil Gallio
- 2006 : Les Sams - Lolo Zazar
- 2007 : Portrait - Eric Le rock
- 2008 : Les Improductifs - Pierre Isoar
- 2008 : A Donf - Lolo Zazar
- 2009 : Le Sang des Immortels - Eric Leboloch
- 2010 : Saloon - Adrien Connely
- 2010 : Guignol est de retour - Gil Galio
- 2012 : Bonne Année - Didier Talmone
- 2013 : Isabelle a Disparu - Bernard Stora
- 2013 : Un dîner presque parfait - Damien Damène (émission TV)
- 2013 : Chpoon - Lionel selem
- 2014 : Mon incroyable fiancé (saison 3) - le père de Patrick Pivert (émission TV)
- 2015 : Los Désespérados - Tidier Talmone
- 2017 : Scène de Ménage - Karim Adda
- 2018 : Elior - Gad Isaraël
- 2018 : Scène de Ménage - Olivier Casas
- 2018 : Scène de Ménage - Karim Adda
- 2019 : Scène de Ménage - Olivier Casas

### Publicité
- Sodexo - Philippe Rétois
- Ola Itinéris - Pascal deux
- Tapis vert - Paul Labeville
- Les cyrés Nidel - Jean-Pierre Pozzi
- Bull Gilles Latthe
- Toshiba Eric Leboloch
- Chambourcy - Alain Orpin
- Maggie -Vincent De Bruss
- Banco - Gérard Jugnot
- Danone - Pascal Deux
- Avi 3000 - Christian Lebourdier
- Hôtel Mercure - Michel Rollé
- Trie Sélectif - Olivier Duras

### Auteur
- Les Sams (Air Production)
- Les Sir (Air production)
- Adieu Caty a ce soir Nelly (Avalon production)
- Les Bras Cassés (Long-métrage, coécrit avec Didier Talmone.Ba gan-Production)
- Le Petit Juge (Téléfilm, Calt Production)
- Nouveaux Départs (Production Media Company Didier Lupfer Long-Métrage)
- M’aime pas Mal (Long-métrage, téléfilm, ou série)
- M'aime pas Mal 2'aime Partie (Long-métrage, téléfilm, ou série)
- Crysanthèmes Palace (Série ou long-métrage)
- Le Roi de St Denis (Série)
- Bonne Ambiance (Long-métrage)
- Uppercut (Long-métrage)
- Poisson d'Avril (Long-métrage)

## Théâtre
- Les Fripouilles - C. Dob - Le Mélo d'Amélie
- Les Portes -clefs – Leluherne & Nony – Café de la Gare
- Répétition d'acteur - Jean-Michel Noiret - Ranelagh
- Périclès –J-M. Noiret – Ranelagh
- Mdz –Patrick Timsit – Théâtre du Balcon
- Des souris et des Hommes - J-M. Noiret – Ranelagh
- Les amoureux de Goldoni – D. Chaix –Rutebeuf
- La Jalousie du Barbouillé - J-M. Noiret – Ranelagh
- Court- Sucré– Michel Bernini – Lulu sur la colline
- Du sang sur le cou du Chat - J-M. Noiret – Eden Théâtre
- Sur le fil de L'Impro–  Leluherne & Bernini –  Vox
- Architruc - J-M. Noiret – Eden
- Mélo d'Impro – Didier Chaix – Alligator
- Délire à Deux- J-M. Noiret – Eden
- Gueule de Bois – Gil Gallio
- L’instinct de Jeux - J-M. Noiret – Eden
- Ruy Blas – J-M. Noiret – Ranelagh
- Relax – P. Timsit  & Claude Confortes
- Espèces Menacées –  Eric Cyvagnan
- Embrasse-moi Idiot P. Timsit – T. Bernard & Bataclan
- Greffe Barbare –  G. Cuq – Théâtre du Petit Vélo
- El Secundo – P. Timsit –Tristan Bernard
- Viva El Cinéma –  Fred Michelet & Gil Gallio
- L'incruste - Patrick le Luherne, Thierry Redler - Théâtre Ménilmontant
- Julien de Ruick Lâche le fauve - Patrick le Luherne - Théâtre fond de cour
- Timsit des boules et Débite - Timsit & Leluherne- Spendid
- Casanova - S. Papagalli – Spendid
- Rabbi Jacob  - P. Timsit - Palais des Congrès
- Momo putain de Chaleur - JM Noiret - Nouveautés
- L’embrouille – Patrick le Luherne-  Lulu sur la colline
- Zen - Patrick Le Luherne - Théâtre Lulu sur la Colline
- 6ème nuits de l'improvisation - de Jean- François Zigel -Théâgtre du Chatelet
- Banzaï -Elric Thomas et Pagtrick le Luherne - Au Nombril du Monde
- Lulu Land - Michel Bernini -Lulu sur la Colline

### Dramaturge
- L’Embrouille
- Eaux Troubles (Tiré du long-métrage. Coécrit avec Didier Talmone)
- Les Ferrailleurs
- 130 CM de Tendresse
- Toi Moi Île (Coécrit avec Fred Nony)
- Julien de Ruyck Lâche le Lion qui est en lui (Coécrit avec Julien de Ruyck)
- Banzaï
- Sur le fil de l'impro
- Bonne Ambiance (Coécrit avec Jérôme Barou)
- Oui je suis Noir et alors ? (Coécrit avec Krystoff Fluder)
- Qu'est ce qui fait qu'on reste ensemble (Coécrit avec Bettina et Alain Destando)
- Richard III  (Adaptation avec Jocelyne Issac)
- Catch Impro
- Cabaret d'impro "Les jeux Olymiques"
- Conte de Noël
- Douce France (Coécrit avec Vic Entenza)
- Ta Mère la Terre (Inspirée du livre « Les  chroniques martiennes de Ray Bradbury)
- Passage a Vide  (De Cristhian Dob. Adaptation)
- Le Bide (Coécrit avec Jean-Charles Ledu)
- Rendez-vous (Coécrit avec Ian Fénelon)
- Confidences Intimes (Adaptation)

### Mise en scène
- Problème (De et avec Patrick Timsit :  (Assistant de Jean-Michel Noirey) Théâtre du Ranelach
- Relax (De et avec Patrick Timsit : Collaboration avec Claude Confortés et Marc Andréoni) Eden Théâtre,  Avignon, Le Petit Montparnasse, Théâtre du Tristan Bernard
- Timsit D’éboule et Débite (Les Chorégraphies) Théâtre du Splendid
- Toi Moi Île (Théâtre Mélo d’Amélie)
- Momo Putain de Chaleur (Théâtre de l’œuvre)
- Les Portes-Clefs (Mélo d’Amélie, café de la gare et tournée pendant 2 ans)
- Julien de Ruyck Lâche le Lion qui est en lui  (Théâtre de Lille)
- L’embrouille (Théâtre, Lulu sur la colline à Lyon)
- Sur le File de l'impro (Théâtre à  Montpellier)
- Banzaï (Théâtre le Nombril du Monde à Lyon)
- Oui je suis Noir et alors ? (ApolloThéâtre et petit Palais des Glaces + une tournée)
- Qu'est ce qui fait qu'on reste ensemble  (Avignon 2019)
- Catch Impro  (Nombril du monde, Théâtre du 10 heures)
- Cabaret d'Impro "Les jeux Olympiques" (Cave à Théâtre)
- Semaine Bleu (Cave à Théâtre)
- Conte de Noël (Cave à Théâtre)
- Douce France (Théâtre, Lulu sur la colline à Lyon)
- Passage a Vide (Théâtre Guébriant)
- Rendez-vous (Théâtre Guébriant)
- Le Bide (Théâtre le Bou)
- Conficences Intimes (Théâtre Guébriant)